# Дихромат свинца(II)
Дихромат свинца(II) — неорганическое соединение,
соль свинца и дихромовой кислоты
с формулой PbCr2O7,
красные кристаллы,
разлагается в воде.

## Получение
- При электролизе концентрированного раствора триоксида хрома со свинцовым анодом образуется дихромат свинца(IV) Pb(Cr2O7)2, который медленно разлагается:

{\displaystyle {\mathsf {2Pb(Cr_{2}O_{7})_{2}\ {\xrightarrow {}}\ 2PbCr_{2}O_{7}+4CrO_{3}+O_{2}\uparrow }}}

## Физические свойства
Дихромат свинца(II) образует красные кристаллы
тетрагональной сингонии, пространственная группа P 42/nmc, Z = 8,
структура типа дихромата бария BaCr2O7
.
В воде полностью разлагается (гидролиз по катиону).